# Saurauia dielsiana
Saurauia dielsiana är en tvåhjärtbladig växtart som beskrevs av A. C. Smith. Saurauia dielsiana ingår i släktet Saurauia och familjen Actinidiaceae. Inga underarter finns listade i Catalogue of Life.